# Agapetus esinertus
Agapetus esinertus är en nattsländeart som beskrevs av Malicky och Chantaramongkol 1992. Agapetus esinertus ingår i släktet Agapetus och familjen stenhusnattsländor. Inga underarter finns listade i Catalogue of Life.